# Flor Peeters
Flor Peeters noto anche come Baron Peeters (Tielen, 4 luglio 1903 – Malines, 4 luglio 1986) è stato un organista, compositore e docente belga.
È stato direttore del Convervatorium di Anversa, in Belgio, e organista presso la Cattedrale di San Rombaldo a Malines dal 1923 alla sua morte nel 1986.

## Biografia
Nato e cresciuto nel villaggio di Tielen (nella regione di Kempen, proprio sul lato belga del confine belga-olandese), Peeters era il figlio più piccolo di una famiglia di undici figli. A sedici anni, ha iniziato i suoi studi presso il Lemmensinstituut di Malines (da allora si è trasferito a Lovanio), che prende il nome dall'organista ottocentesco Jacques-Nicolas Lemmens. In questo college, gli insegnanti di Peeters erano Lodewijk Mortelmans, Jules Van Nuffel e Oscar Depuydt. Depuydt era ben noto all'epoca per la sua collaborazione con i fratelli Desmet alla prima serie di accompagnamenti gregoriani prodotti dall'Istituto Lemmens.
Peeters avrebbe successivamente collaborato con Van Nuffel e gli altri professori dell'istituto, per produrre la Nova Organi Harmonia. Nel 1923 divenne insegnante di organo all'istituto e contemporaneamente acquisì la posizione di capo organista presso la Cattedrale di San Rombaldo a Malines, che mantenne per la maggior parte del resto della sua vita. Van Nuffel era già maestro di coro lì da molti anni.

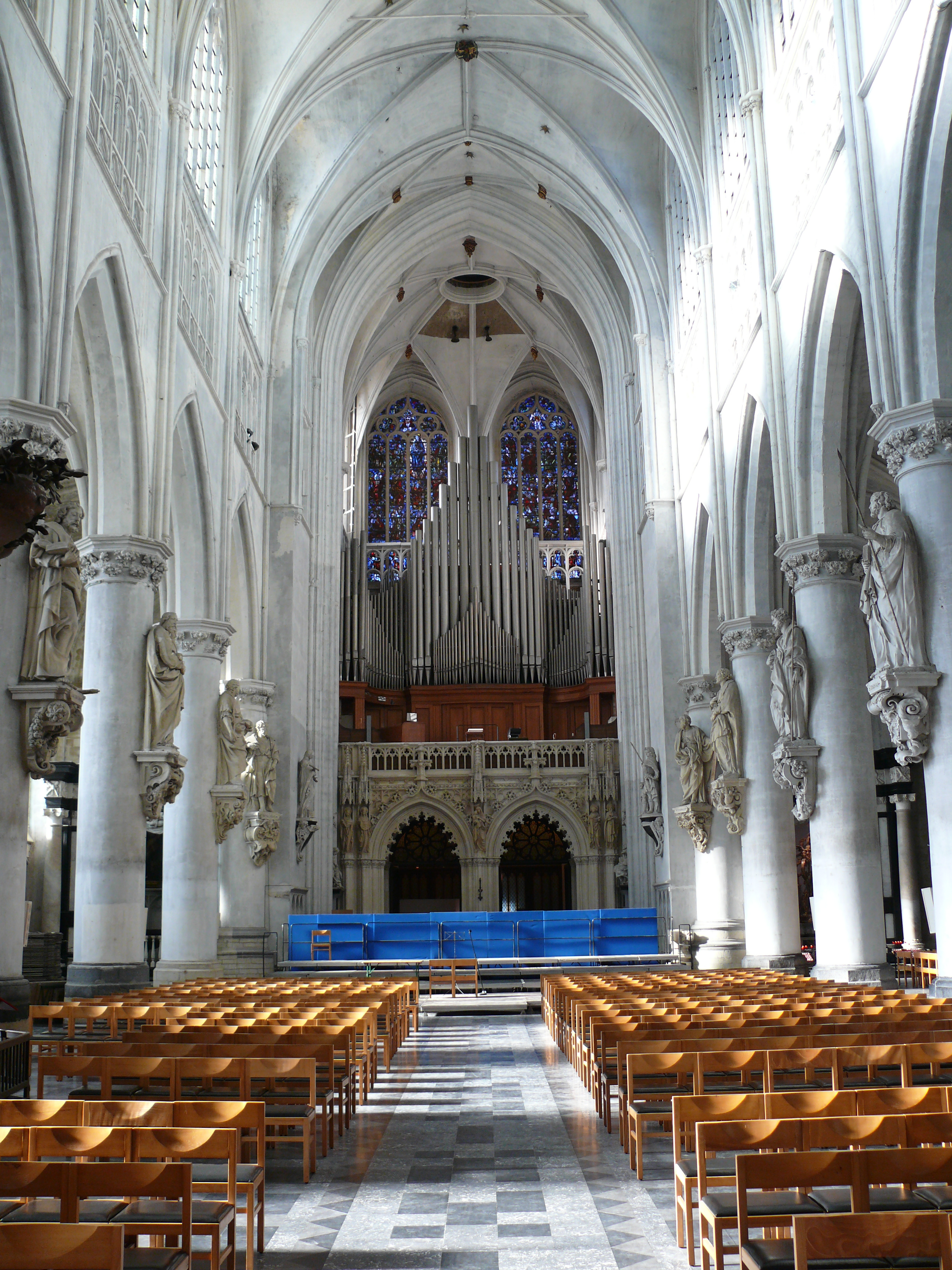
L'organo della cattedrale di Mechelen di 6.606 canne, costruito nel 1958 su specifica Peeters

Come organista e pedagogo, Peeters godeva di grande fama, tenendo concerti e masterclass liturgiche in tutto il mondo. Ha anche effettuato registrazioni di musica d'organo del XVI, XVII e XVIII secolo. Alcune di queste sono state ristampate negli ultimi anni su compact disc. La maggior parte dei suoi brani (ne scrisse ben più di 100) erano per il suo strumento, per il coro o per entrambi. Tra le sue numerose composizioni c'è la famosa Entrata Festiva (opus 93) per coro, ottoni, timpani e organo. Altre opere includono Aria (opus 51) e Toccata, fuga e inno su "Ave Maris Stella" (opus 28),
Peeters ha studiato musica rinascimentale, in particolare della scuola di polifonia fiamminga. Questo stile è stato assorbito anche dalla sua musica. Inoltre, ha mostrato un interesse per le tecniche del XX secolo come poliritmi e politonalità.
Morì a Malines il giorno del suo ottantatreesimo compleanno; quindici anni prima era stato nominato barone dal re Baldovino del Belgio.
Tra allievi di Peeters si ricorda l'organista e compositrice statunitense Kathleen Thomerson.

## Onorificenze
- Commendatore dell'Ordine di San Gregorio Magno.[3]

## Registrazioni
- Giuseppe Galante - Flor Peeters: Sonata for Trumpet and Piano, Op.51: I. Allegro
- Giuseppe Galante - Flor Peeters: Sonata for Trumpet and Piano, Op.51: II. Aria
- Giuseppe Galante - Flor Peeters: Sonata for Trumpet and Piano, Op.51: III. Finale (Toccata)